# Uersfelder Höfe
In Aachen-Richterich an der Straße nach Kohlscheid gab es drei größere Höfe Uersfeld: den oberen (südlichen) Uersfelder Hof, der später Küppershof genannt wurde, den mittleren Hof, zunächst Mitteluersfeld genannt und später als Haus Ottegraven bezeichnet, und den unteren Hof, der den Namen Uersfeld oder Groß-Uersfeld behalten hat.

## Geschichte
Die erste urkundliche Erwähnung Uersfelds stammt aus dem Jahr 1288. Laut urkundlichen Nachrichten war es ein Rittersitz und Stocklehen des kurkölnischen Lehenhofes zu Heerlen, welches bereits Anfang des 14. Jahrhunderts aufgeteilt wurde in Klein-, Mittel- und Groß-Uersfeld.

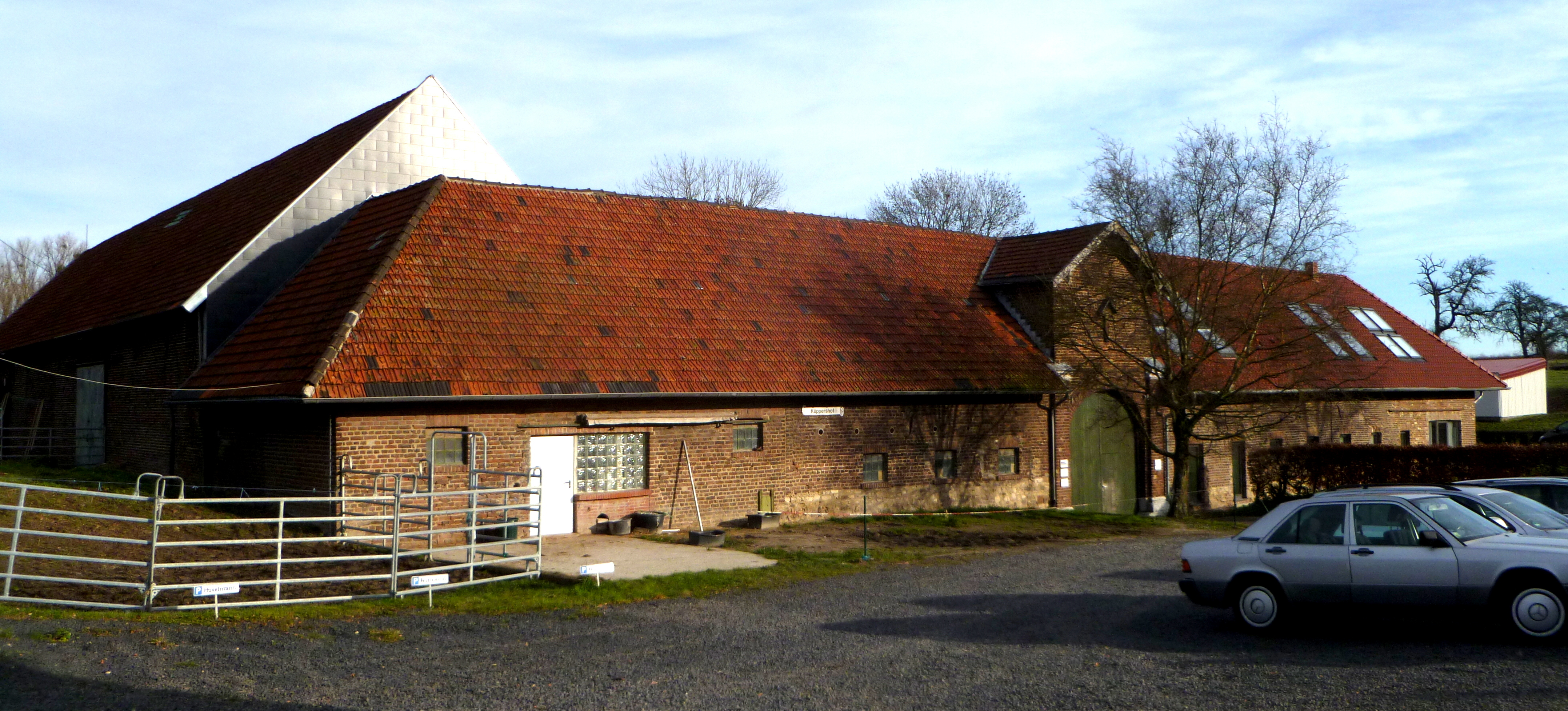
Küppershof 2013

### Klein-Uersfeld, „Küppershof“
Im 14. Jahrhundert gehörte der obere Uersfelder Hof (Klein-Uersfeld) der Familie von Johann von Pont, Schöffe und Bürgermeister der Freien Reichsstadt Aachen, 1411 wurde er an den Aachener Marienstift verkauft, in dessen Besitz er fortan blieb. Als Küppershof wird er erstmals 1633 im Lehnverzeichnis des Marienstifts geführt. Die heutige Bebauung, eine regelmäßige, quadratische Ziegelanlage, stammt aus dem 18. Jahrhundert. An einem Tor befand sich das Aachener Stiftswappen und die Jahreszahl 1721. Bruchsteinsockel an den Außenmauern der Südflügel sind vermutlich Reste einer früheren Anlage.
Nach einem schweren Brandschaden wurde der Hof, der unter Denkmalschutz steht, 2008/2009 umfassend saniert, modernisiert und zu Wohn- und Gewerbezwecken umgenutzt.

Haus Ottegraven um 1912

### Mittel-Uersfeld, „Haus Ottegraven“
Mittel-Uersfeld gehörte ab dem 14. Jahrhundert einer Familie von Streithagen. Im 16. Jahrhundert bauten sie das große Wohnhaus, ein zweigeschossiges Gebäude mit sechs Achsen in Haustein gefasster Stichbogenfenster und Mansardendach. Durch die Ehe von Anna Maria von Streithagen, Tochter des Bürgermeisters Abraham von Streithagen, mit Gottfried von Othegraven (Ottegraven) Anfang des 17. Jahrhunderts ging das Gut an Othegraven über. Nach ihnen wurde es fortan benannt, auch wenn sie es nur bis Mitte des 18. Jahrhunderts besessen haben. Die ans Wohnhaus angrenzende rechteckige Ziegelanlage wurde im 18. Jahrhundert gebaut.
Obwohl die Gebäude relativ geringe Kriegsschäden aufwiesen, verfielen sie in den 1950er Jahren immer mehr und wurden abgetragen, so dass heute bestenfalls ihre Umrisse im Boden erkennbar sind. 

Groß-Uersfeld um 1912

### Groß-Uersfeld
Der erste bekannte Besitzer des Gutes ist Wilhelm von Uersfeld, der 1402 erwähnt wird. 1425 wird Konrad von dem Eichhorn, zu der Zeit ebenfalls Bürgermeister von Aachen, mit einer Erbpacht des Hofes Uersfeld belehnt. Kurz danach erwirbt er das Gut. Bei den späteren Eigentümern findet sich mit Cornelius de Fays (Anfang 18. Jh.) ein weiterer Aachener Bürgermeister sowie der Gutsbesitzer James Cockerill (1844–1914), Enkel des Unternehmers James Cockerill.
Auf einem Plan von Laurenz Mefferdatis aus 1722 erkennt man eine langgestreckte symmetrische Anlage aus Herrenhaus und Vorburg, beide von Wasser umgeben. Das Herrenhaus existiert heute nicht mehr, die ehemalige Vorburg aber ist weitgehend erhalten. Es handelt sich dabei um einen vierflügeligen Ziegelbau mit Innenhof, entstanden im 17. bis 18. Jahrhundert. Der Südflügel wurde von zwei Rundtürmen flankiert, von denen einer 1895 eingestürzt ist und nicht wieder aufgebaut wurde. Auch die Teichanlage, gespeist vom Amstelbach, existiert in Teilen noch und schmiegt sich im Halbrund um die Anlage. Wie der Küppershof steht auch Groß-Uersfeld unter Denkmalschutz.